# 永井麻葵
永井 麻葵（ながい まき、1994年11月4日 - ）は、福島中央テレビの女性アナウンサー。

## 人物・略歴
立教大学卒業。大学在学時にはテレビ朝日アスクにも通っていた。
2017年に福島中央テレビに入社し、テレビ朝日アスクでも同期だった直川貴博とともに同局のアナウンサーになる。
2022年8月25日に放送された『ヒルナンデス!』（日本テレビ系全国ネット）の「日テレ系女性アナ オシャレ日本一決定戦　決勝！」にて、同率2位で『東京ガールズコレクション』の出演は果たせなかった。
2023年3月に福島県産の素材をもとに永井がデザインを手掛けたファッションブランド『Chu-let』（チューレット）を立ち上げた。ブランド名の由来は永井が出演している『ゴジてれ Chu !』から「Chu」を抜粋して、「お守り」を表す英語の「Amulet」を掛け合わせた造語である。

## 出演番組
- ゴジてれ×Sun!（2022年4月10日 - ）- MC
- ゴジてれ Chu ! - お天気担当
  - 隔週担当（2019年1月7日 - 2022年4月1日）[10]
  - 月・火・隔週水曜担当（2022年4月4日 - ）[11]
- 中テレニュース
- ヒルナンデス!（日本テレビ、2022年6月16日[12]、8月11日[13]・25日[3]）